# Copelatus basilewskyi
Copelatus basilewskyi is een keversoort uit de familie waterroofkevers (Dytiscidae). De wetenschappelijke naam van de soort is voor het eerst geldig gepubliceerd in 1979 door Bilardo & Pederzani.